# Чтиця (фільм)
«Чтиця» (фр. La lectrice) — французький кінофільм 1988 року поставлений режисером Мішелем Девілем за романом Раймона Жана. Фільм було номіновано у 9 категоріях на премію «Сезар».

## Сюжет
Молода жінка Констанс (Міу-Міу), що читає роман «Читець» своєму чоловікові, ідентифікує себе з його героїнею Марі, яка, залишившись без роботи, наймається читцем до різних людей, в кожному випадку приймаючи особливі умови читання-гри. Вони диктуються як запитами слухачів, так і творами, вибраними для читання — книгами Льюїса Керрола, Гі де Мопассана, Володимира Леніна, Маргеріт Дюрас, нарешті, маркіза де Саду. Констанс, що все більш занурюється в читання роману і яка перетворюється в Марі, не може вже розрізнити межу між вигадкою і реальністю…

## В ролях
| Актор(ка)           |   | Роль                         |
| ------------------- | - | ---------------------------- |
| Міу-Міу             | … | Констанс / Марі              |
| Режис Руайє         | … | Ерік                         |
| Марія Казарес       | … | генеральша                   |
| Патрік Шене         | … | директор фірми               |
| П'єр Дюкс           | … | суддя                        |
| Крістіан Рюше       | … | Жан / Філіп                  |
| Бріджит Катійон     | … | мати Еріка                   |
| Маріанна Денікур    | … | Белла                        |
| Шарлотта Фарран     | … | Коралі                       |
| Клотильда де Байсер | … | мати Коралі                  |
| Андре Вільм         | … | чоловік на вулиці Сен-Ландрі |
| Жан-Люк Бутте       | … | інспектор поліції            |
| Симон Ейн           | … | професор шпиталю             |

## Визнання
| Нагороди та номінації фільму «Чтиця» | Нагороди та номінації фільму «Чтиця» | Нагороди та номінації фільму «Чтиця» | Нагороди та номінації фільму «Чтиця» | Нагороди та номінації фільму «Чтиця» | Нагороди та номінації фільму «Чтиця» |
| Рік                                  | Нагорода                             | Категорія                            | Номінант                             | Результат                            |                                      |
| ------------------------------------ | ------------------------------------ | ------------------------------------ | ------------------------------------ | ------------------------------------ | ------------------------------------ |
| 1988                                 | Монреальський кінофестиваль          | Гран-прі Америк                      | Мішель Девіль                        | Перемога                             |                                      |
| 1988                                 | Національна рада кінокритиків США    | Топ іноземних фільмів                | Чтиця                                | Перемога                             |                                      |
| 1988                                 | Приз Луї Деллюка                     | Найкращий фільм                      | Мішель Девіль                        | Перемога                             |                                      |
| 1990                                 | Премія «Сезар»                       | Найкращий фільм                      | Чтиця                                | Номінація                            |                                      |
| 1990                                 | Премія «Сезар»                       | Найкращий режисер                    | Мішель Девіль                        | Номінація                            |                                      |
| 1990                                 | Премія «Сезар»                       | Найкраща акторка                     | Міу-Міу                              | Номінація                            |                                      |
| 1990                                 | Премія «Сезар»                       | Найкращий актор другого плану        | Патрік Шене                          | Перемога                             |                                      |
| 1990                                 | Премія «Сезар»                       | Найкраща акторка другого плану       | Марія Казарес                        | Номінація                            |                                      |
| 1990                                 | Премія «Сезар»                       | Найкращий адаптований сценарій       | Розалінда Девіль, Мішель Девіль      | Номінація                            |                                      |
| 1990                                 | Премія «Сезар»                       | Найкращі декорації                   | Т'єррі Лепру                         | Номінація                            |                                      |
| 1990                                 | Премія «Сезар»                       | Найкращий монтаж                     | Ноелль Буассон, Раймон Ґуйо          | Номінація                            |                                      |
| 1990                                 | Премія «Сезар»                       | Найкращий постер до фільму           | Найкращий постер до фільму           | Номінація                            |                                      |